# Omar Eljach
Omar Francisco Eljach Huang (* 17. Juli 1990 in Stockholm) ist ein professioneller schwedischer Pokerspieler. Er gewann 2022 das Main Event der World Series of Poker Europe und ist insgesamt zweifacher Braceletgewinner der World Series of Poker.

## Persönliches
Eljach wuchs zunächst in Stockholm auf und zog mit 11 Jahren nach Berlin. Im Alter von 23 kehrte er nach Stockholm zurück, um ein Studium zu beginnen.

## Pokerkarriere

### Werdegang
Während seiner Zeit in Berlin spielte Eljach nur freizeitmäßig Poker. Nach seiner Rückkehr nach Schweden begann er dort mit dem Spielen von Cash Games in Pokerclubs und Spielbanken. Seine erste Geldplatzierung bei einem Live-Pokerturnier erzielte Eljach im März 2015 im Venetian Resort Hotel in Paradise am Las Vegas Strip. Dort gewann er ein Turnier der Variante No Limit Hold’em mit einer Siegprämie von knapp 5000 US-Dollar. Mitte Dezember 2018 saß er bei einem Side-Event der European Poker Tour (EPT) am Finaltisch und beendete das Event in Pot Limit Omaha auf dem mit rund 25.000 Euro dotierten dritten Platz. Ende Oktober 2019 war der Schwede erstmals bei einem Turnier der World Series of Poker erfolgreich und erhielt als Zweiter bei einem Omaha-Turnier der World Series of Poker Europe (WSOPE) im King’s Resort in Rozvadov knapp 80.000 Euro. Bei der World Series of Poker Online erzielte er im August 2021 unter seinem Nickname Buzz All-In zwei Geldplatzierungen auf der Onlinepoker-Plattform GGPoker. Mitte August 2021 entschied Eljach bei der EPT in Barcelona ein Omaha-Event mit einem Hauptpreis von rund 130.000 Euro für sich. Bei der WSOPE 2022 in Rozvadov wurde er bei einem Turnier in Pot Limit Omaha Zweiter und sicherte sich über 150.000 Euro. Nach diesem Erfolg spielte der Schwede auch das Main Event der Turnierserie und erreichte als Chipleader den Finaltisch. Dort setzte er sich am 16. November 2022 im Heads-Up gegen den Franzosen Jonathan Pastore durch und wurde mit einem Bracelet sowie seinem bislang mit Abstand höchsten Preisgeld von knapp 1,4 Millionen Euro prämiert. Bei der WSOPE 2023 siegte Eljach bei einem Turnier in Pot Limit Omaha und erhielt über 65.000 Euro sowie sein zweites Bracelet. Vier Tage nach diesem Erfolg beendete er das Mini Main Event der Turnierserie als Vierter und sicherte sich mehr als 100.000 Euro.
Insgesamt hat sich Eljach mit Poker bei Live-Turnieren knapp 2,5 Millionen US-Dollar erspielt.

### Braceletübersicht
Eljach kam bei der WSOP 14-mal ins Geld und gewann zwei Bracelets:
| Jahr   | Buy-in (in €) | Turnier                     | Teilnehmer | Preisgeld (in €) |
| ------ | ------------- | --------------------------- | ---------- | ---------------- |
| 2022 E | 10.350        | No-Limit Hold’em Main Event | 763        | 1.380.128        |
| 2023 E | 00.550        | Pot Limit Omaha 8-max       | 719        | 0.065.900        |